# Horní Kounice
Obec Horní Kounice (německy Oberkaunitz) se nachází v okrese Znojmo v Jihomoravském kraji. Žije zde 293 obyvatel.
Sousedními obcemi sídla jsou Trstěnice, Čermákovice, Přeskače, Rešice, Tavíkovice, Tulešice, Medlice a Rouchovany.

## Název
Název vsi byl utvořen od osobního jména Kúna, což byla domácká podoba jména Konrát/Kunrát. Původní význam výchozího tvaru Kúnici tedy byl "Kúnovi lidé". Přívlastek Horní doložen od 14. století na odlišení od Dolních Kounic.

## Historie
První písemná zmínka o obci pochází z roku 1235. Vesnice vznikala pomocí emfyteutického práva kolem roku 1210. Obec patřila řádu johanitů, o čemž pojednává další z prvních písemných zmínek (15. 9. 1248) ze znojemského farního kostela (jednalo se o desátcích z obce Raklinice), kde figurují i dva johanité – kněz Mikuláš a laik Ortulf – z Horních Kounic (fratres hospitalis de Cuniz). Nelze vyloučit, že Horní Kounice byly darem krále či markraběte johanitům v Mailbergu.
Dne 22. září 1318 podepsal Jan Lucemburský listinu, díky které získávají Horní Kounice velmi významné privilegium. Král se obrací na komtura a jeho spolubratry (comendatori et fratribus ordinis cruciferorum sancti Joannis Jerosolimitani in Chunicz) a ustanovuje, že Horní Kounice mají být do budoucna městečkem (povýšení vesnice na město) (ut villa ipsorum Chunicz oppidum forense seu locus forensis esse debeat) s právem trhu v úterý každého týdne. Komenda v Horních Kounicích měla desátky z obcí Horní Dubňany, Dukovany a Bohuslavice.
Před 25. dubnem 1424 se Horních Kounic zmocnil Jan z Kunštátu, jelikož se píše „seděním na Horních Hounicích“. Páni z Kunštátu se v Horních Kounicích zabydleli a začali zde vařit pivo. Brzy však museli přestat. Roku 1506 patřily Horní Kounice Janu z Veitmile.
Popis pečeti a erbu pochází z roku 1552 od Ferdinanda II.

## Pamětihodnosti
- Kostel svatého Michaela archanděla – pozdně románský z poloviny 13. století, výrazně rozšířen koncem 18. století
- Tvrz Horní Kounice – původně johanitská komenda, založená roku 1235, zaniklá za husitských válek. Později tvrz, v 17.–18. stol. přestavěná na sýpku.
- Vodní mlýn
- Kaplička na křižovatce
- Boží muka
- Alinkov – hospodářský dvůr severovýchodně od obce

## Galerie

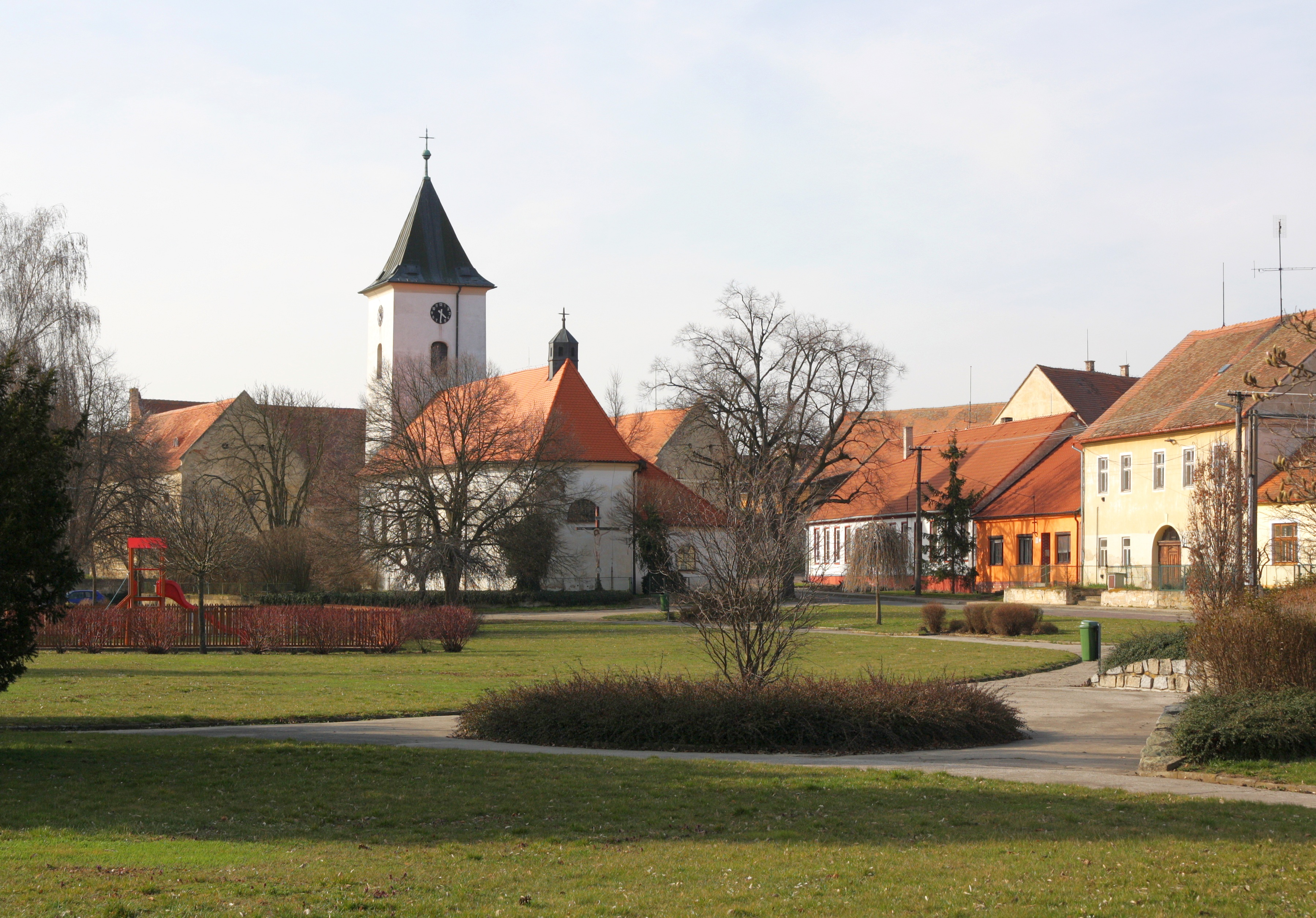
Náves
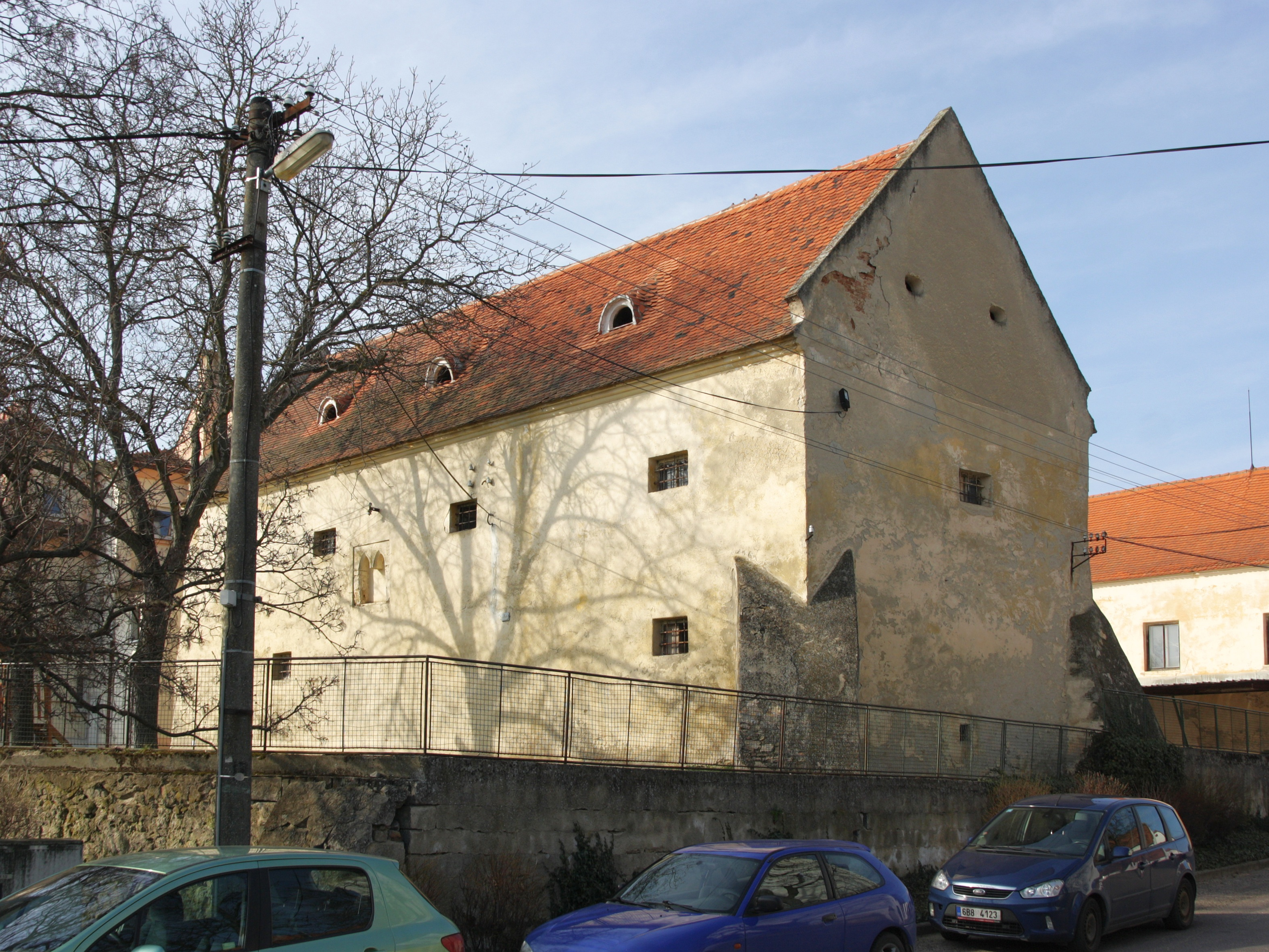
Tvrz
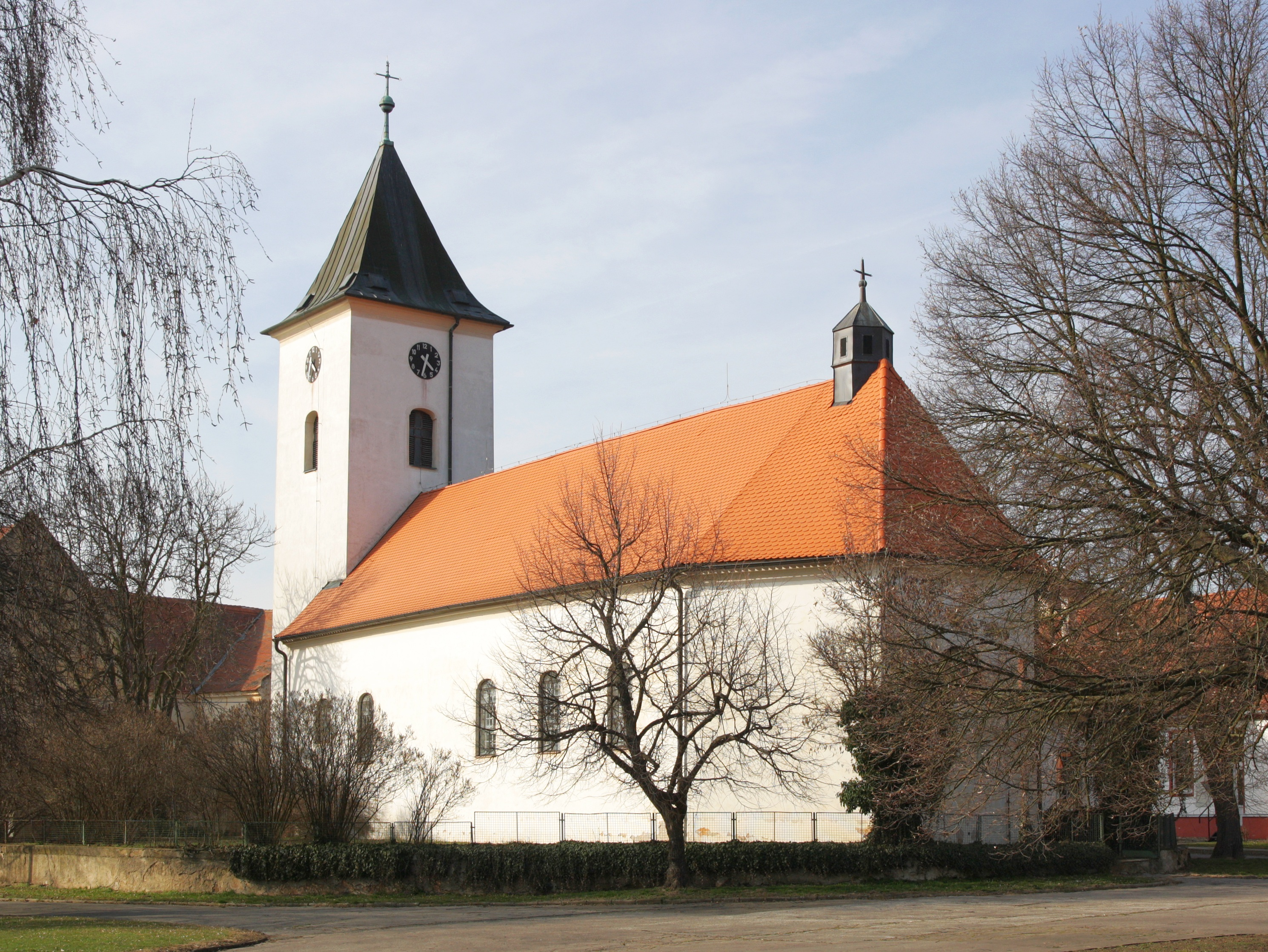
Kostel svatého Michaela Archanděla
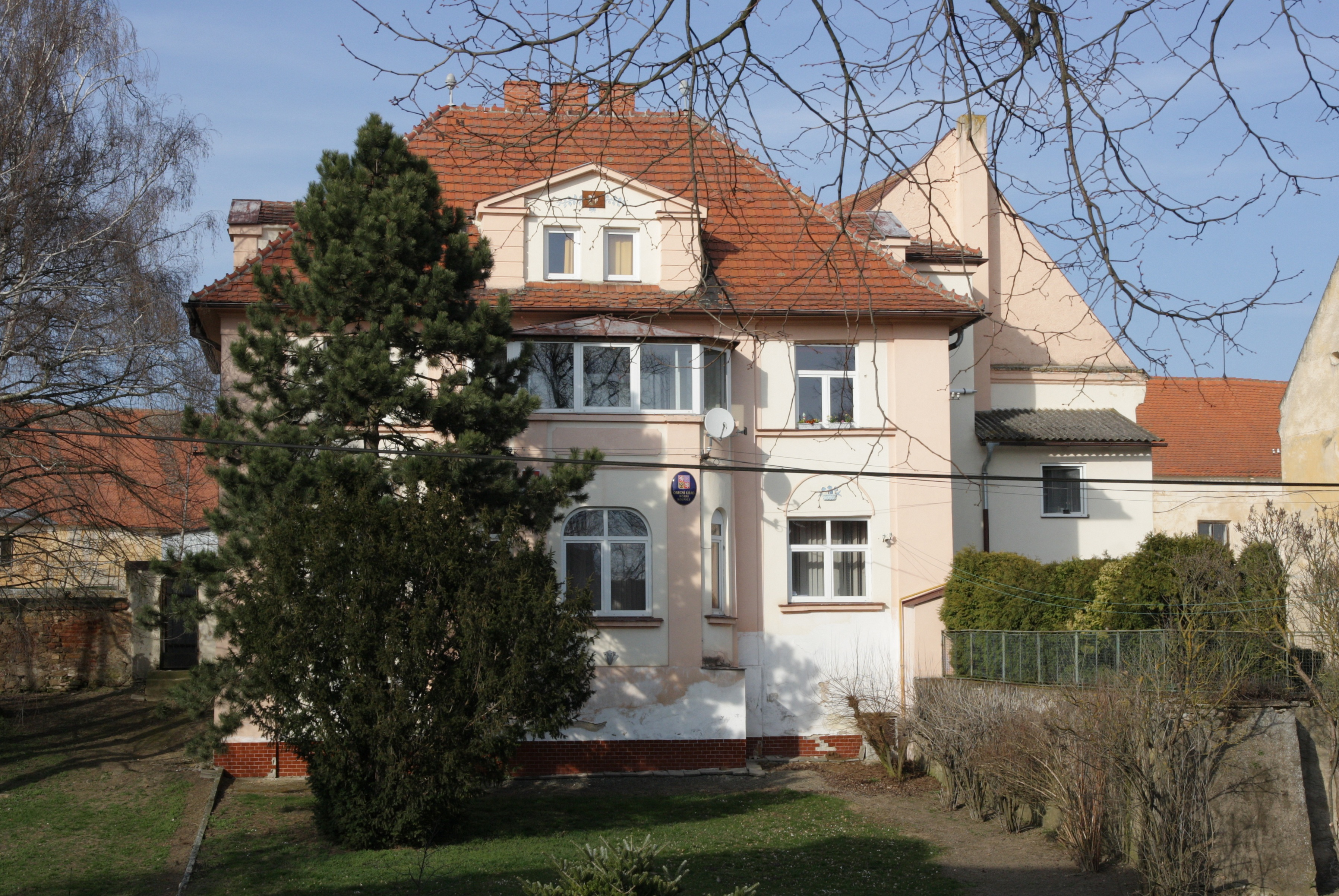
Obecní úřad
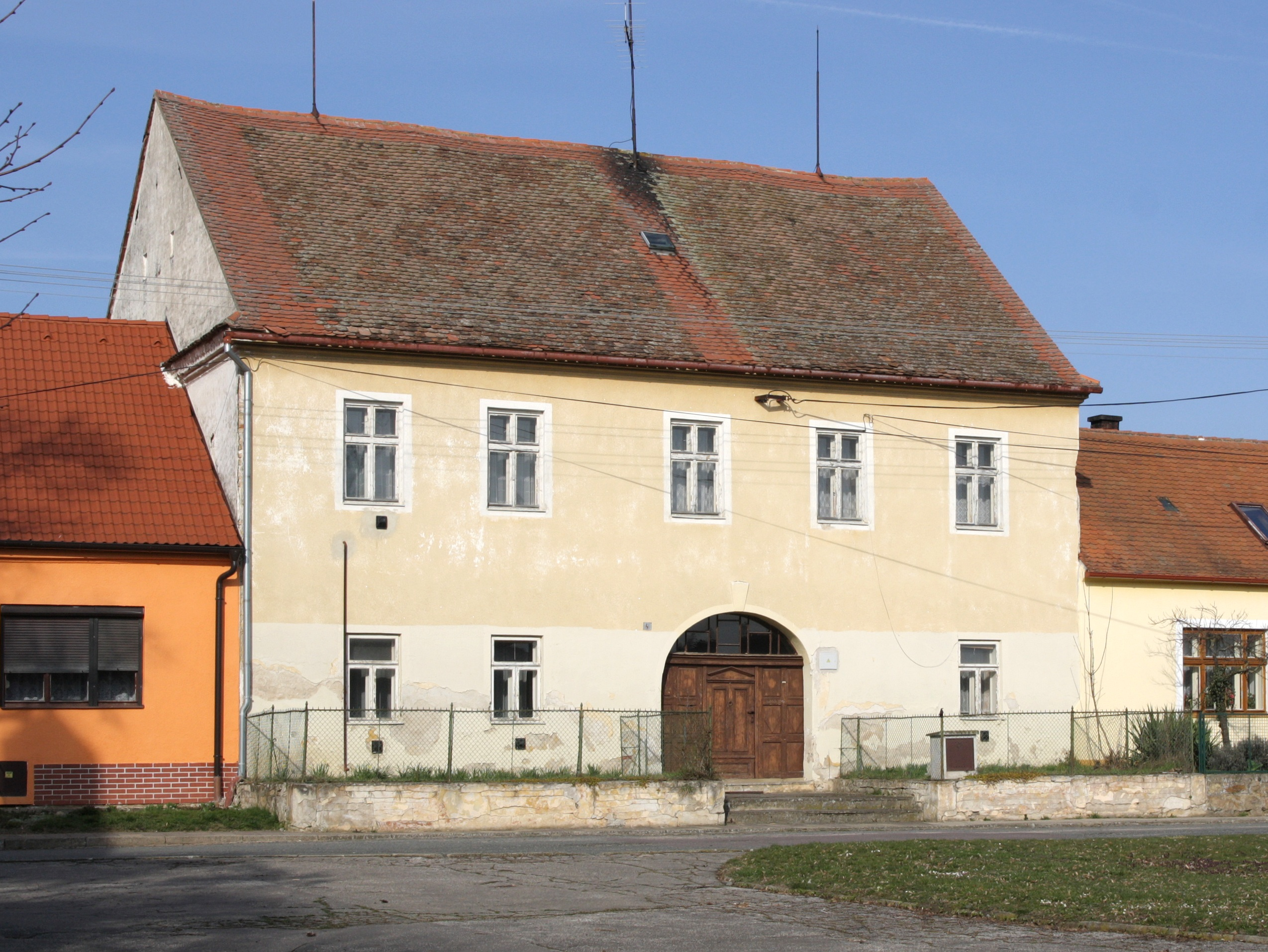
Fara
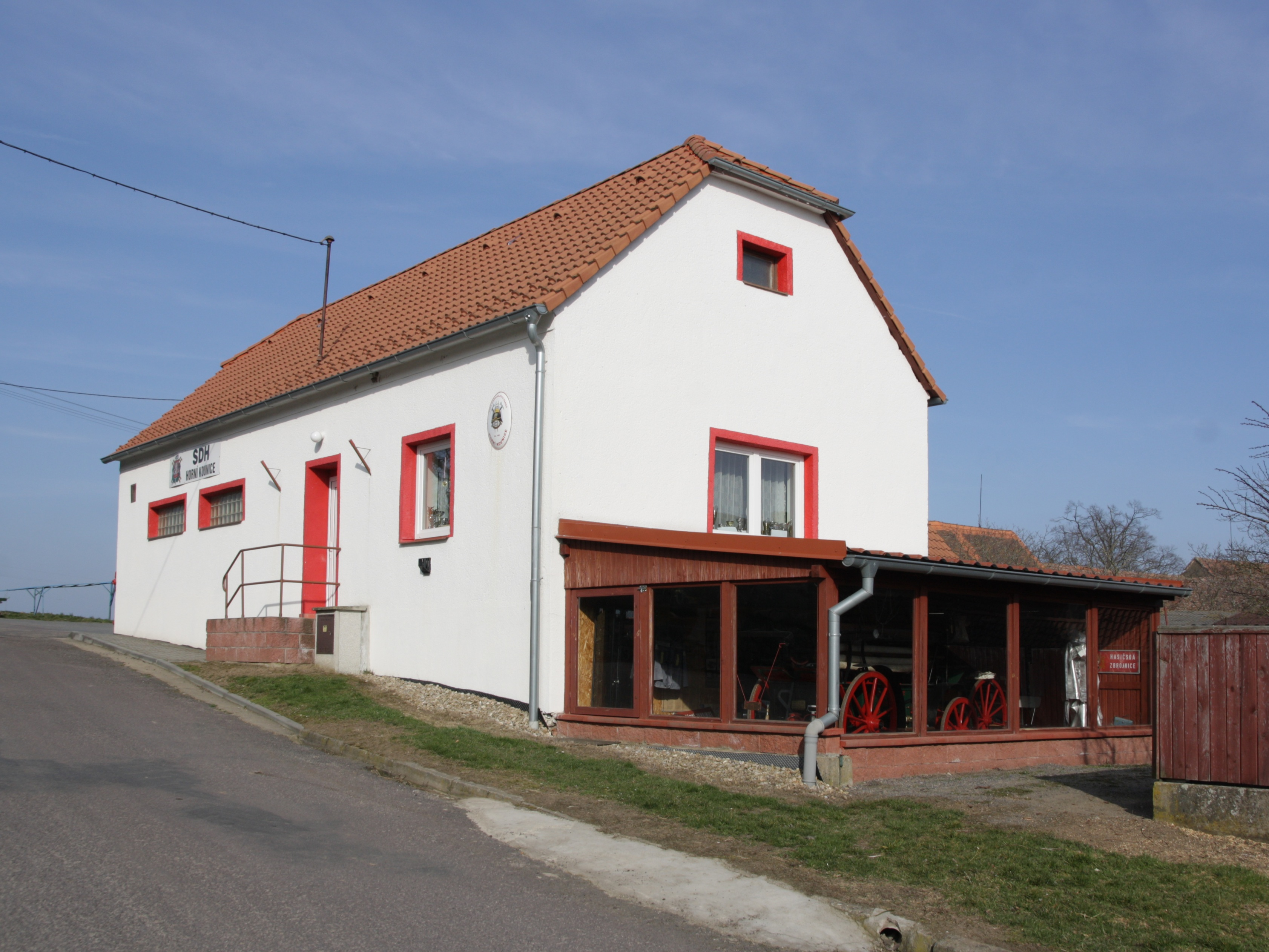
Hasičská zbrojnice
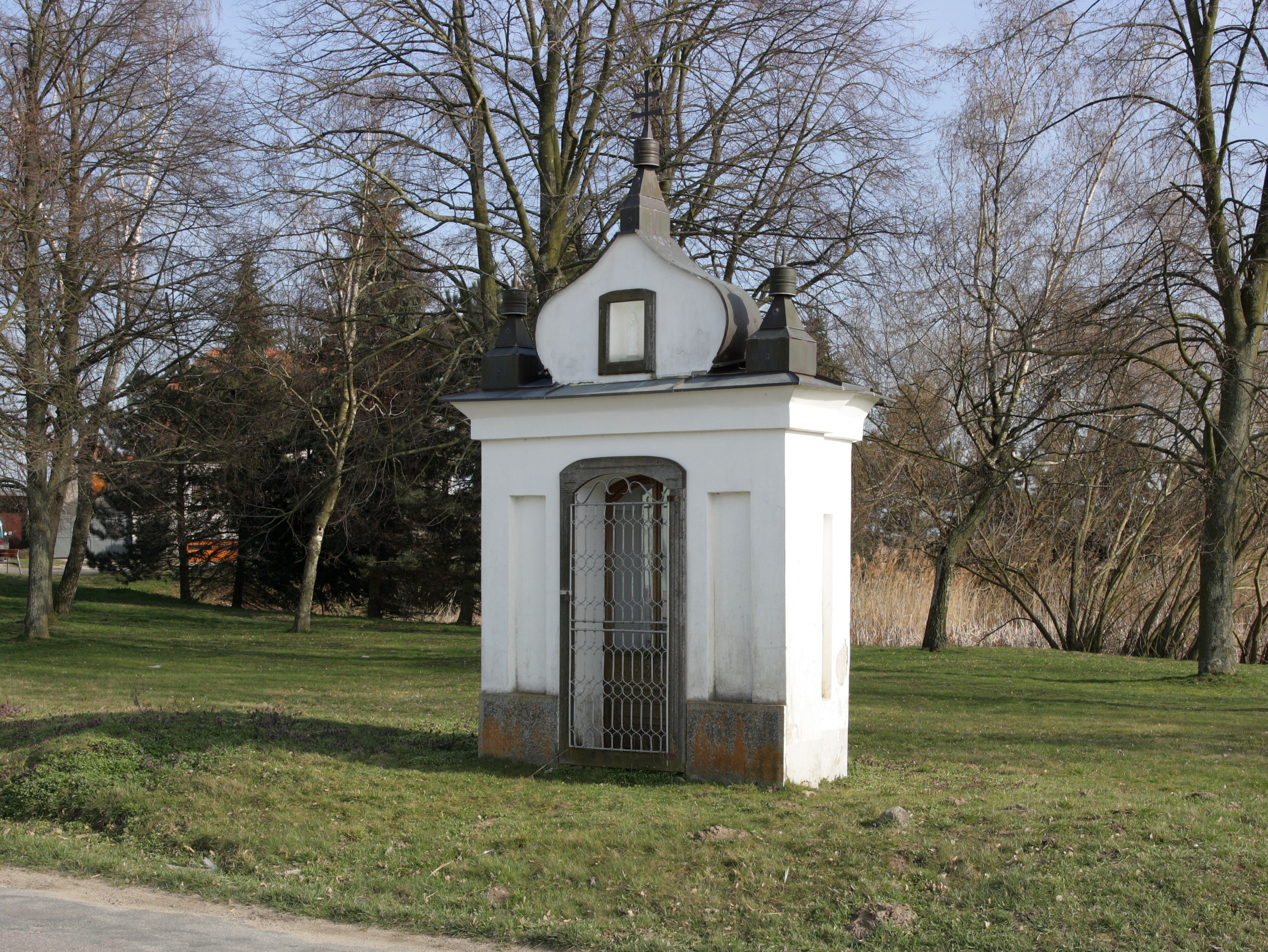
Kaplička u rybníka
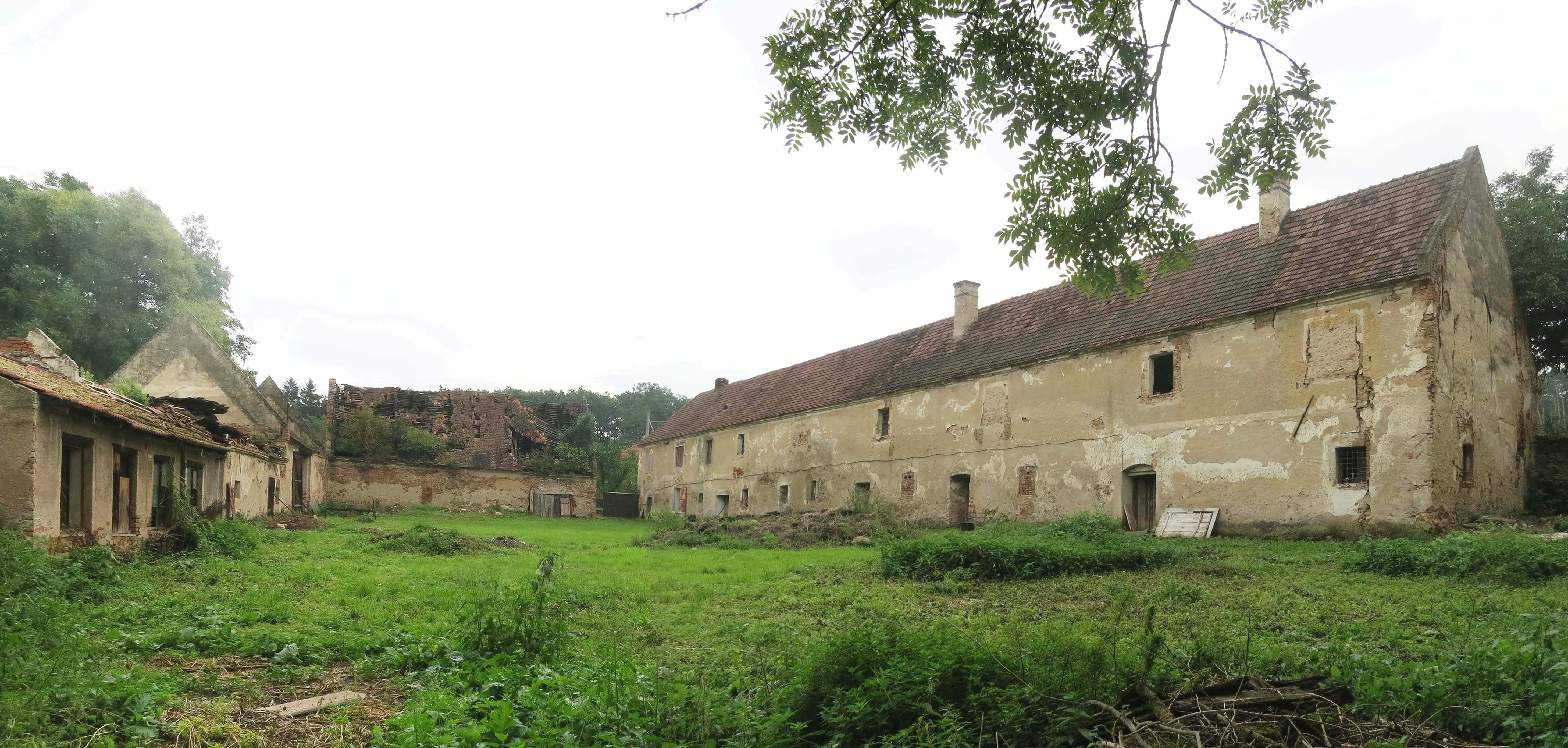
Hospodářský dvůr Alinkov